# Dictyocoprotus
Dictyocoprotus es un género de hongos de la familia Pyronemataceae. Es monotípico, solo contiene la especie Dictyocoprotus mexicanus.